# Podagrion mantis
Podagrion mantis is een vliesvleugelig insect uit de familie Torymidae. De wetenschappelijke naam is voor het eerst geldig gepubliceerd in 1886 door Ashmead.